# Бойова кінозбірка № 10
«Бойова кінозбірка № 10» — радянська кінозбірка 1942 року на тему Німецько-радянської війни, знята на Центральній Об'єднаній кіностудії в місті Алма-Аті. До збірки входять дві новели: «Безцінна голова» і «Молоде вино».

## Сюжет
«Безцінна голова»
В окупованому польському місті німецькі загарбники розшукують патріота Юзека Гроховського, що здійснює сміливі антифашистські диверсії. Тому, хто повідомить про місцезнаходження Гроховського, гітлерівці обіцяють винагороду у 5000 райхсмарок. У місті — злидні і голод. Одного разу, ховаючись від фашистів, Юзек потрапляє в квартиру однієї польської жінки, у якої від голоду вмирає дочка. Гроховський пропонує жінці повідомити про нього гітлерівцям, тому що будинок оточений і його піймання все одно неминуче.
«Молоде вино»
Німці заарештовують групу робочих військових заводів Румунії. Серед заарештованих — Теодор, син старого кадровика Іона Кристьї. Ніхто, крім батька, не знає про антифашистську діяльність сина і його товаришів. Це кидає на Іона Кристью тінь підозри у зраді, Кристья у розпачі.

## У ролях
- Лариса Ємельянцева — російська дівчина, що слухає радіо
- Микола Мічурін — старий, що слухає радіо
- Віра Орлова — Ванда Вронецька, мати хворої дівчинки («Безцінна голова»)
- Володимир Шишкін — Юзек Гроховський («Безцінна голова»)
- Микола Черкасов — лікар («Безцінна голова»), Вилчану («Молоде вино»)
- Мойсей Гольдблат — Тойгель, єврей («Безцінна голова»)
- Олександра Денисова — полька («Безцінна голова»), румунська жінка («Молоде вино»)
- Володимир Уральський — поляк («Безцінна голова»)
- Григорій Шпігель — шпик («Безцінна голова»)
- Михайло Астангов — Іон Кристья («Молоде вино»)
- Михайло Кузнецов — Теодор Кристья, син Іона («Молоде вино»)
- Георгій Георгіу — німецький лейтенант («Молоде вино»)
- Микола Боголюбов — радянський льотчик («Молоде вино»)
- Михайло Висоцький — директор заводу («Молоде вино»)
- Діна Климовицька — епізод («Безцінна голова»)
- Іван Клюквін — заарештований («Молоде вино»)

## Знімальна група
- Режисери — Борис Барнет, Юхим Арон
- Сценаристи — Борис Петкер, Г. Рубльов, Костянтин Ісаєв
- Оператори — Костянтин Венц, Олександр Гальперін
- Композитори — Микола Крюков, Лев Степанов
- Художники — Віктор Пантелєєв, Володимир Баллюзек